# MOWAG
Mowag, afkorting voor Motorwagenfabrik, is een Zwitserse fabrikant van militaire voertuigen. Het bedrijf is gevestigd te Kreuzlingen (Thurgau) en biedt aan ongeveer 560 mensen werk. Sedert januari 2004 behoort Mowag tot het Amerikaanse General Dynamics die het bedrijf General Dynamics European Land Systems - Mowag GmbH noemde.

## Geschiedenis
MOWAG begon in 1950 als privé-onderneming van ingenieur Walter Ruf. De eerste successen waren de ontwikkeling en de productie van meer dan 1600 wapendragers, de MOWAG t1 4x4, voor het Zwitserse leger. Verschillende opdrachten volgden uit Duitsland. Onder andere werden 750 gepantserde speciale voertuigen van het type Roland voor de Duitse Grenswacht onder licentie geproduceerd door de Duitse wapenindustrie. MOWAG produceerde daar naast ook voor de civiele markt. Zo werd in 1958 een lichte 50cc-scooter gebouwd die Volksroller werd genoemd. Het specialiseerde zich ook in het ombouwen van Dodge- en DeSoto-voertuigen tot ambulance, brandweerwagen en andere speciale voertuigen.

## Huidige activiteiten
MOWAG legde zich voorts toe op de ontwikkeling en de bouw van gepantserde voertuigen op wielen. Nog steeds is het bedrijf wereldwijd een van de meest befaamde fabrikanten op het gebied van wiel- en rupsvoertuigen. Meer dan twaalfduizend MOWAG-voertuigen van de types Piranha, Eagle en Duro zijn wereldwijd in dienst van defensiemachten.

## Producten

### Huidige

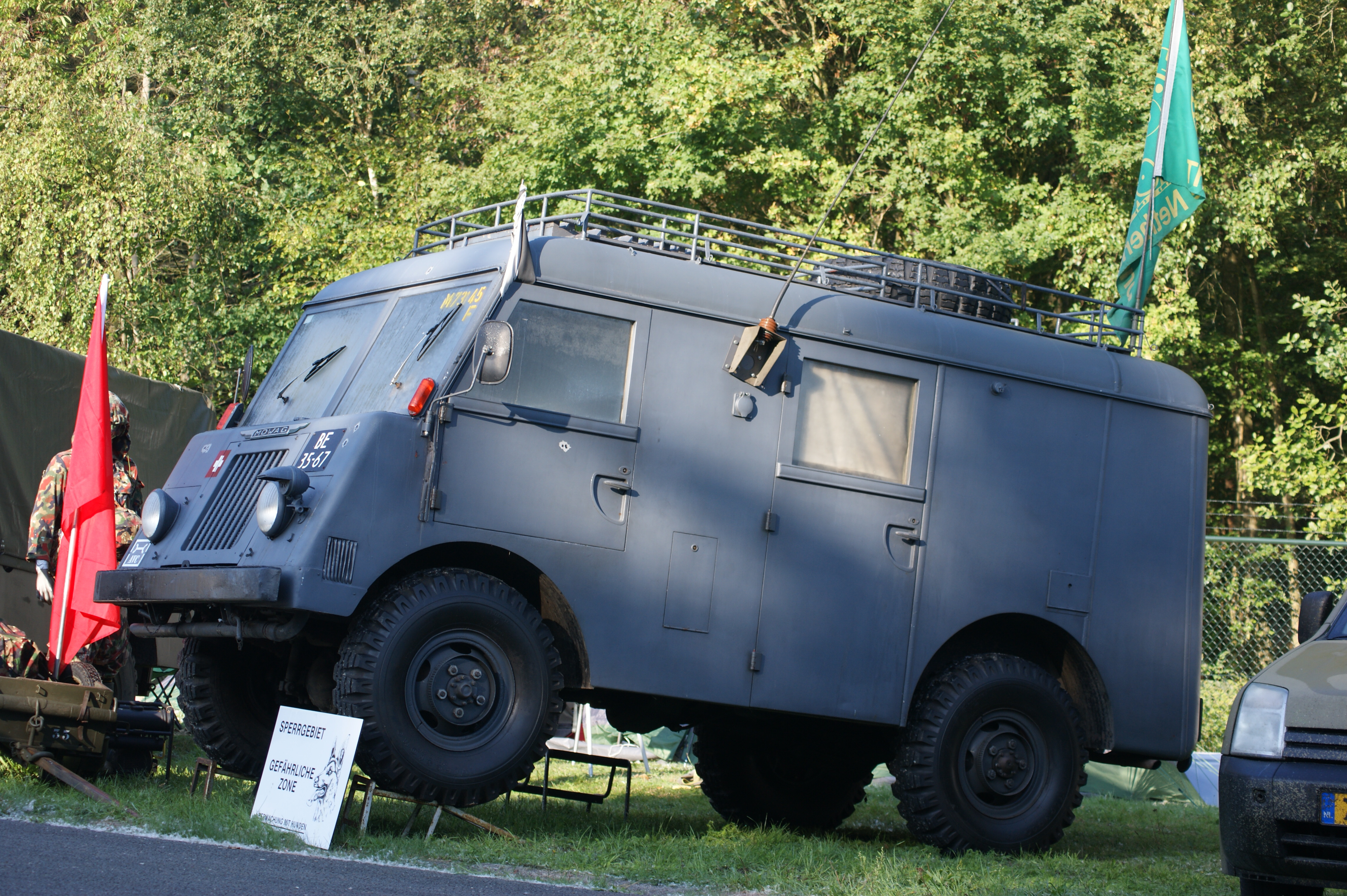
Radiocommandowagen van Mowag

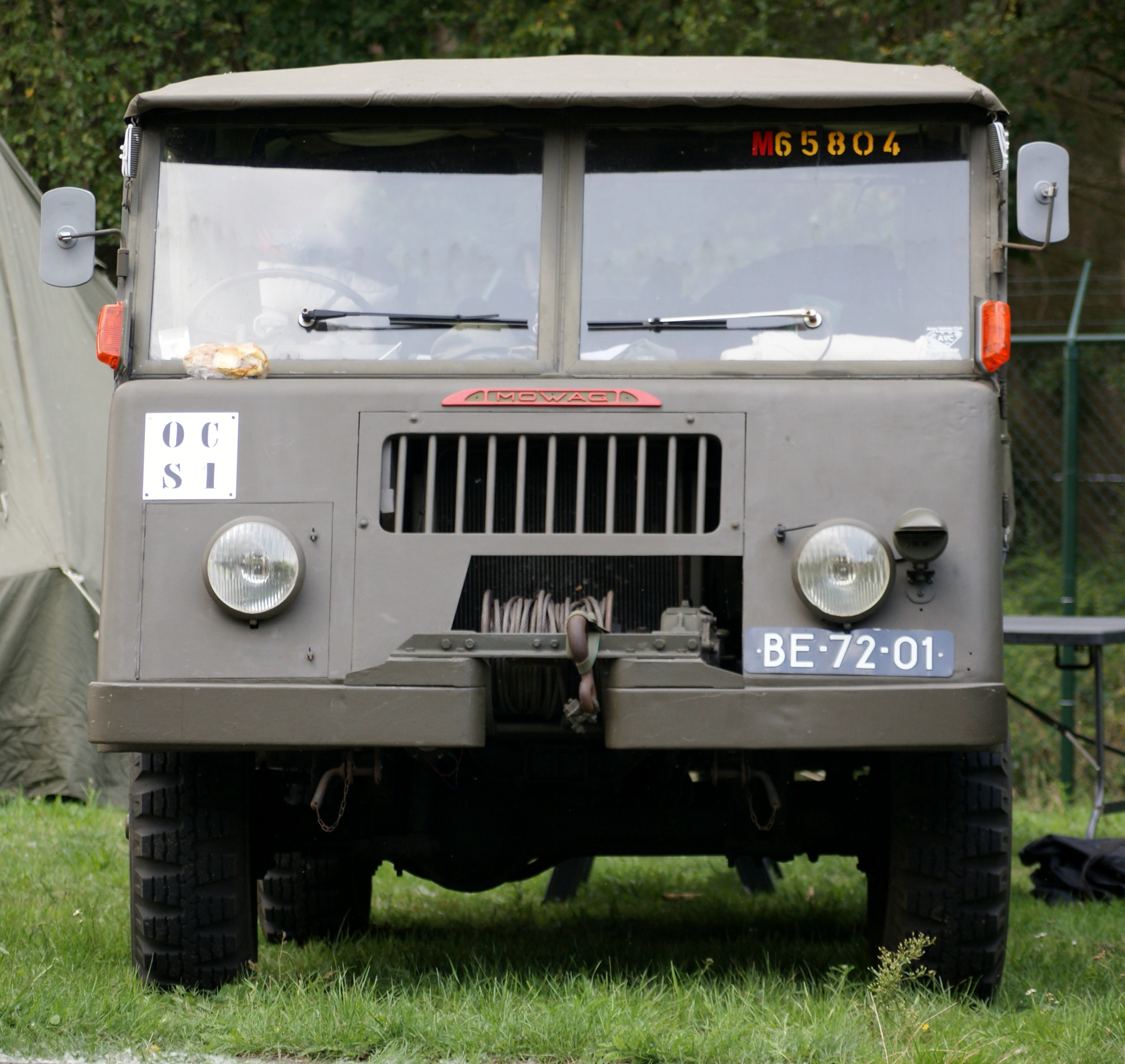
Mowag GW3500 Mannschaftswagen

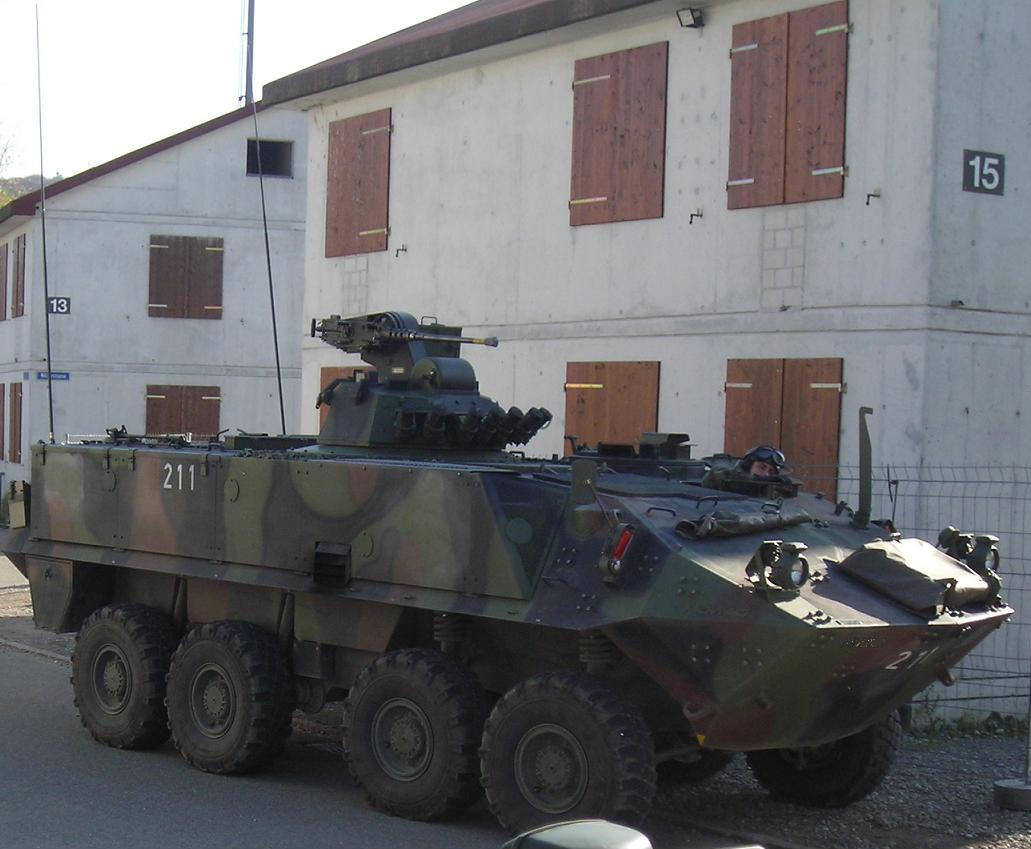
Piranha
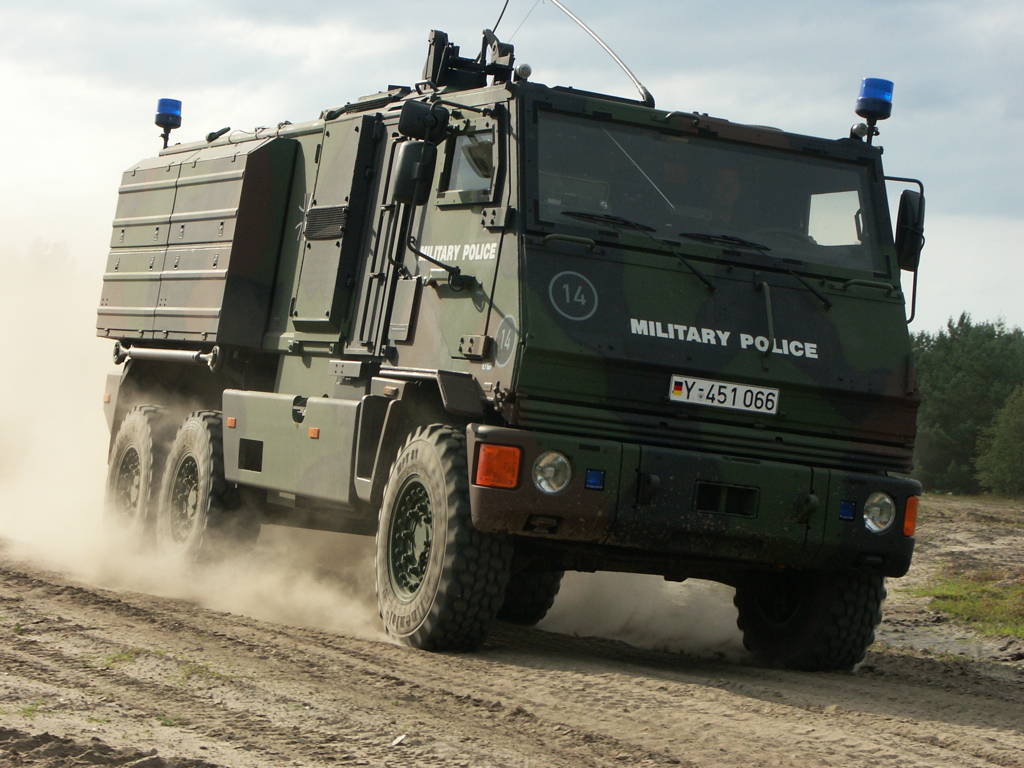
Duro Rheinmetall YAK
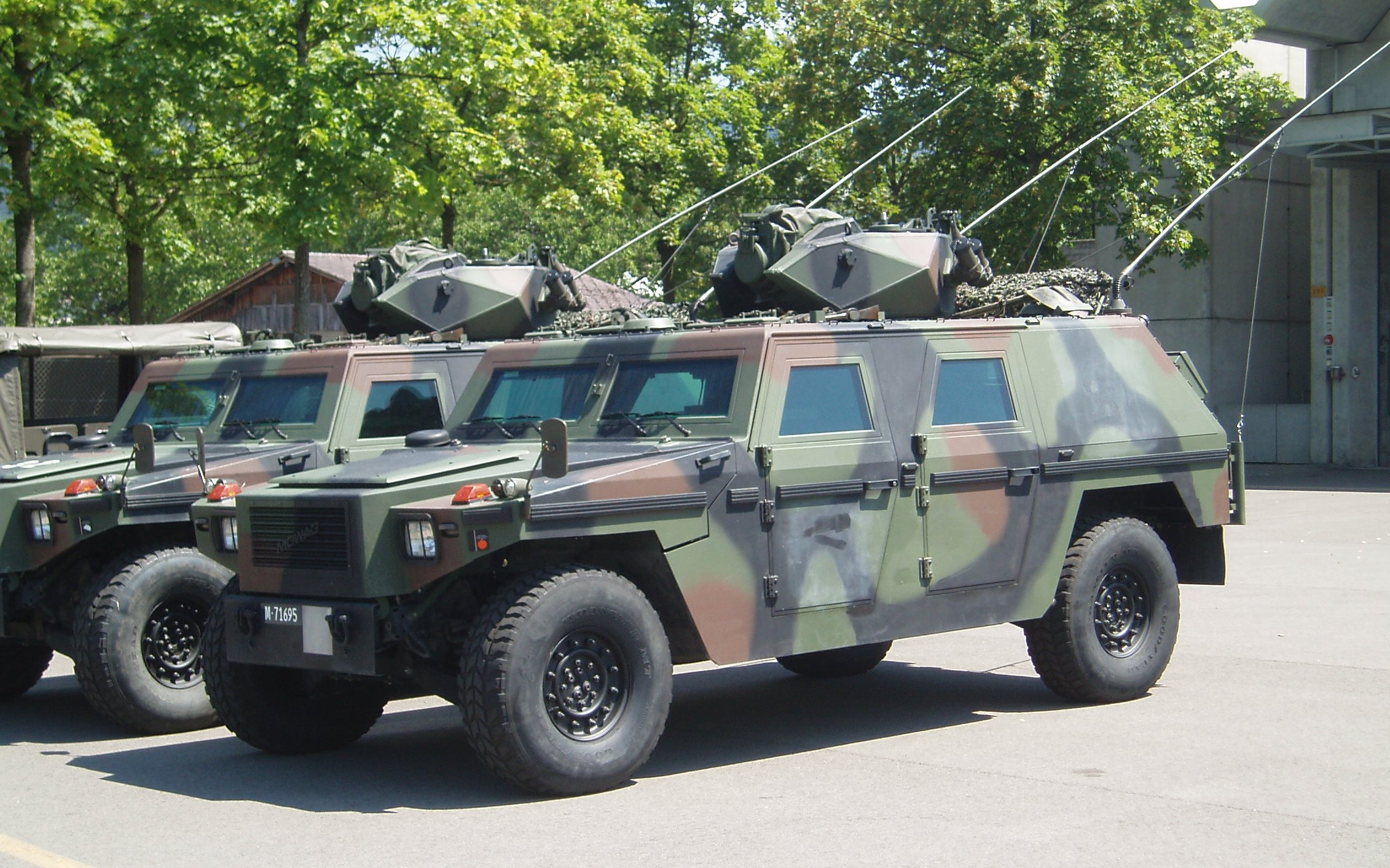
Eagle

### Vroegere

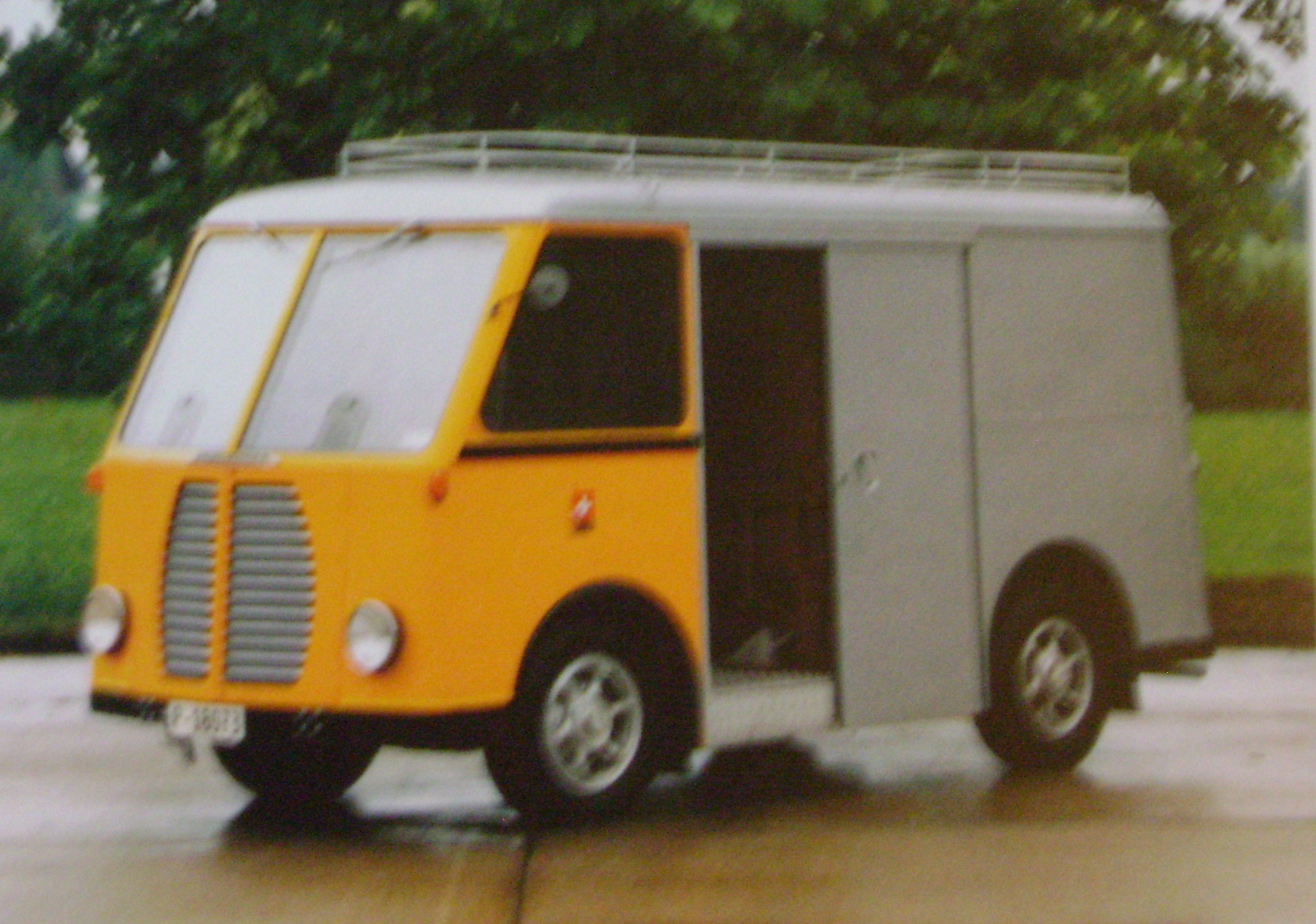
Ortsdienstwagen
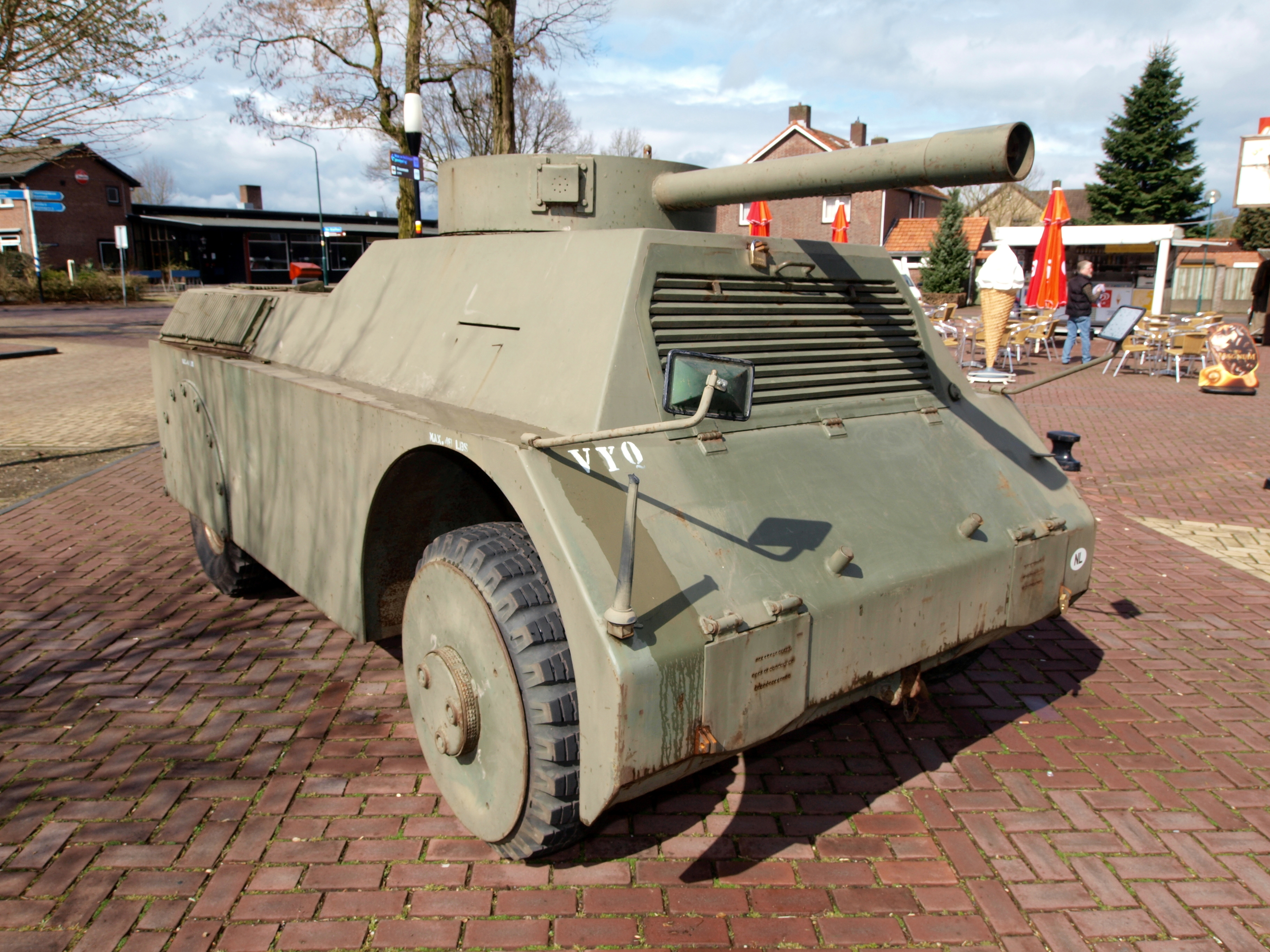
Panzerattrappe
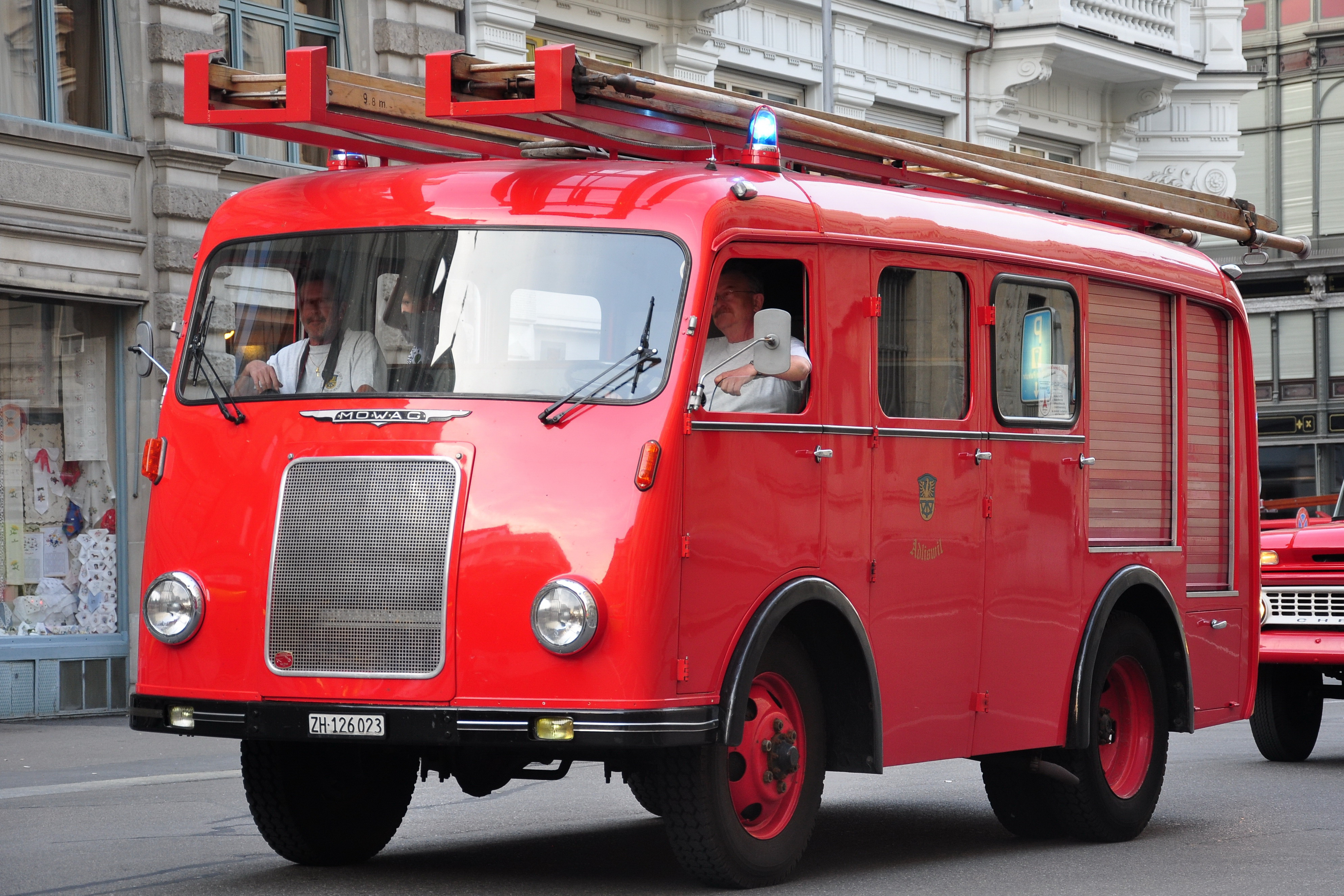
Brandweerwagen
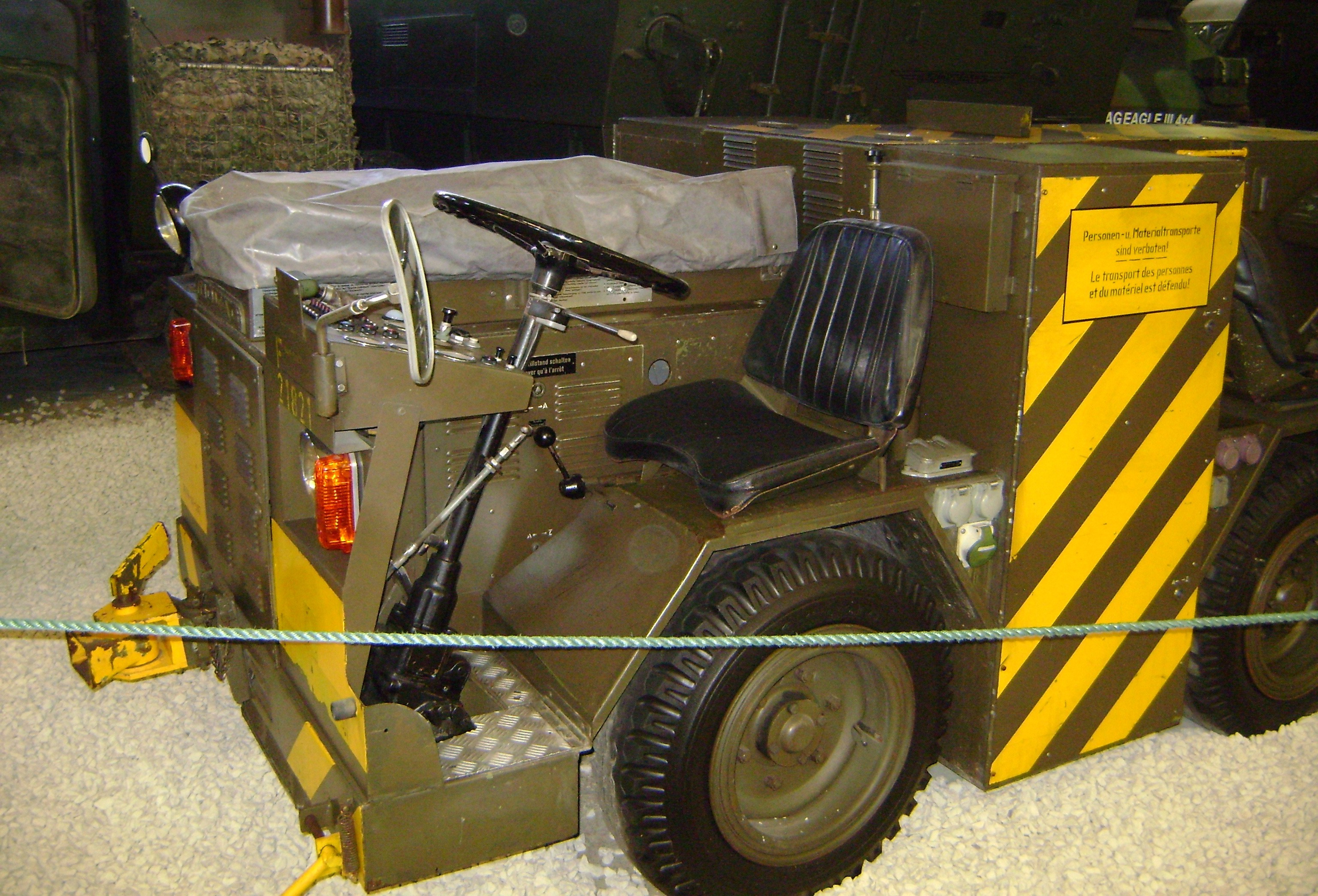
Rangeervoertuig; i.s.m. AEG
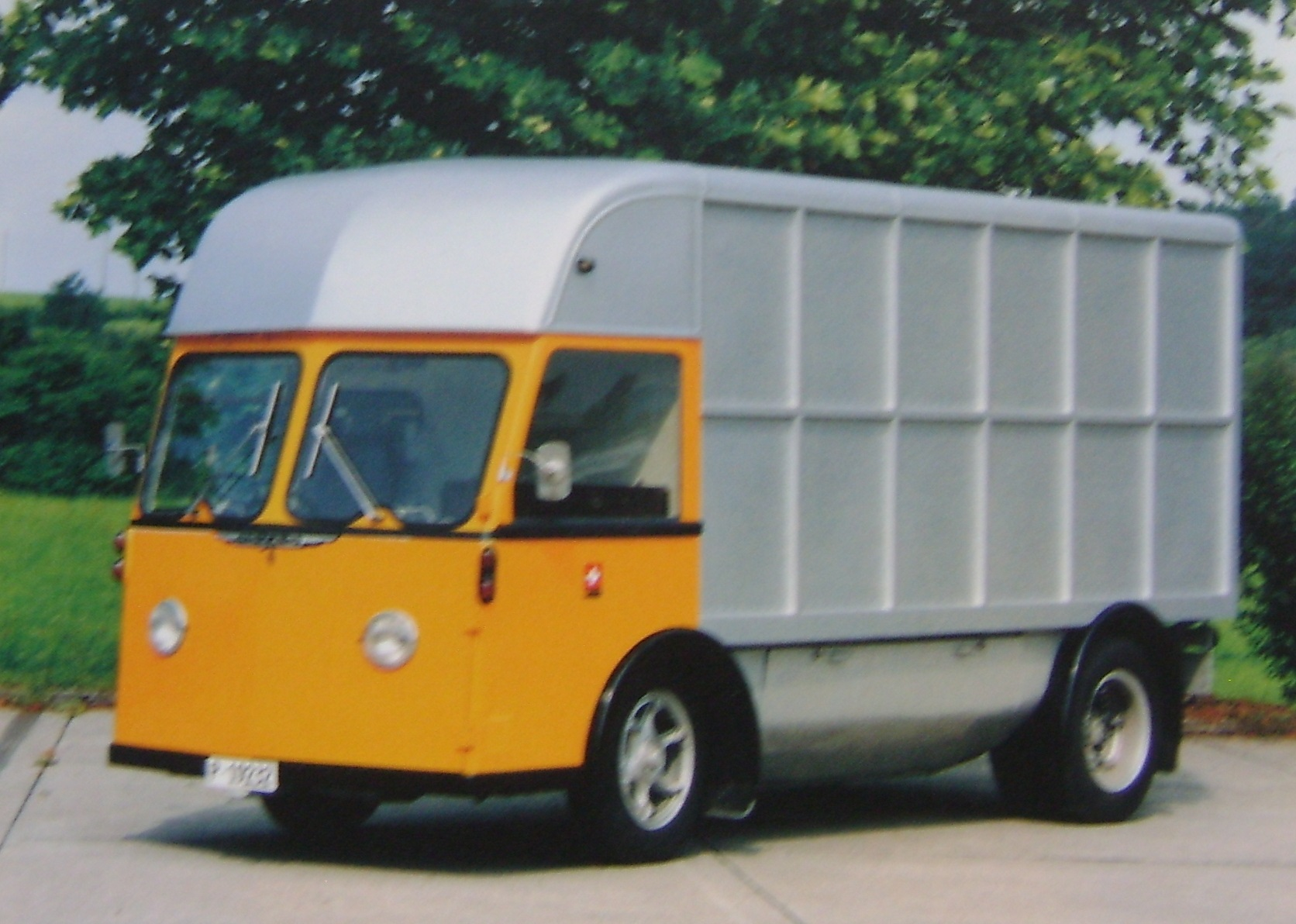
Furgeon
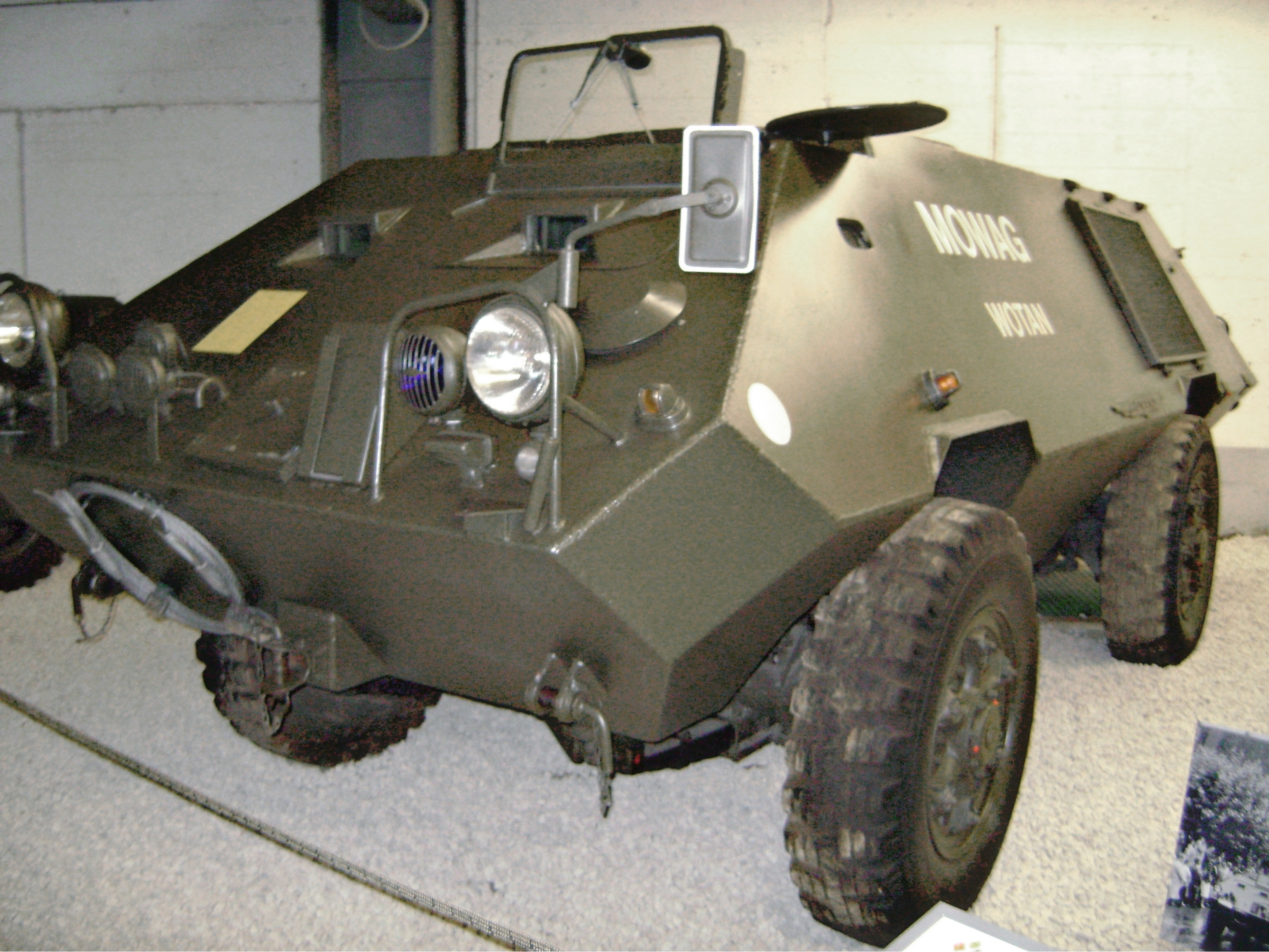
MR8 Wotan
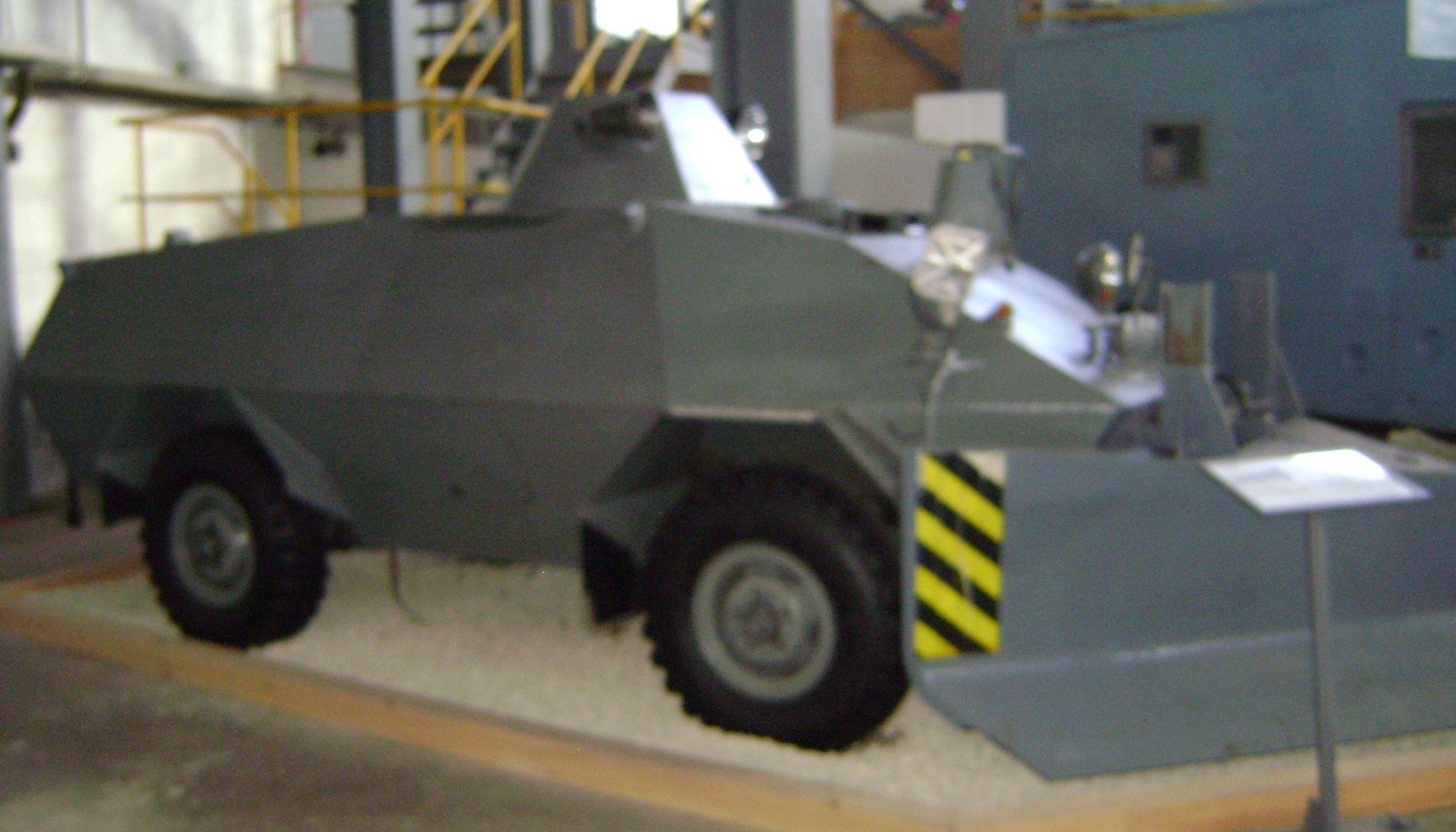
Roland
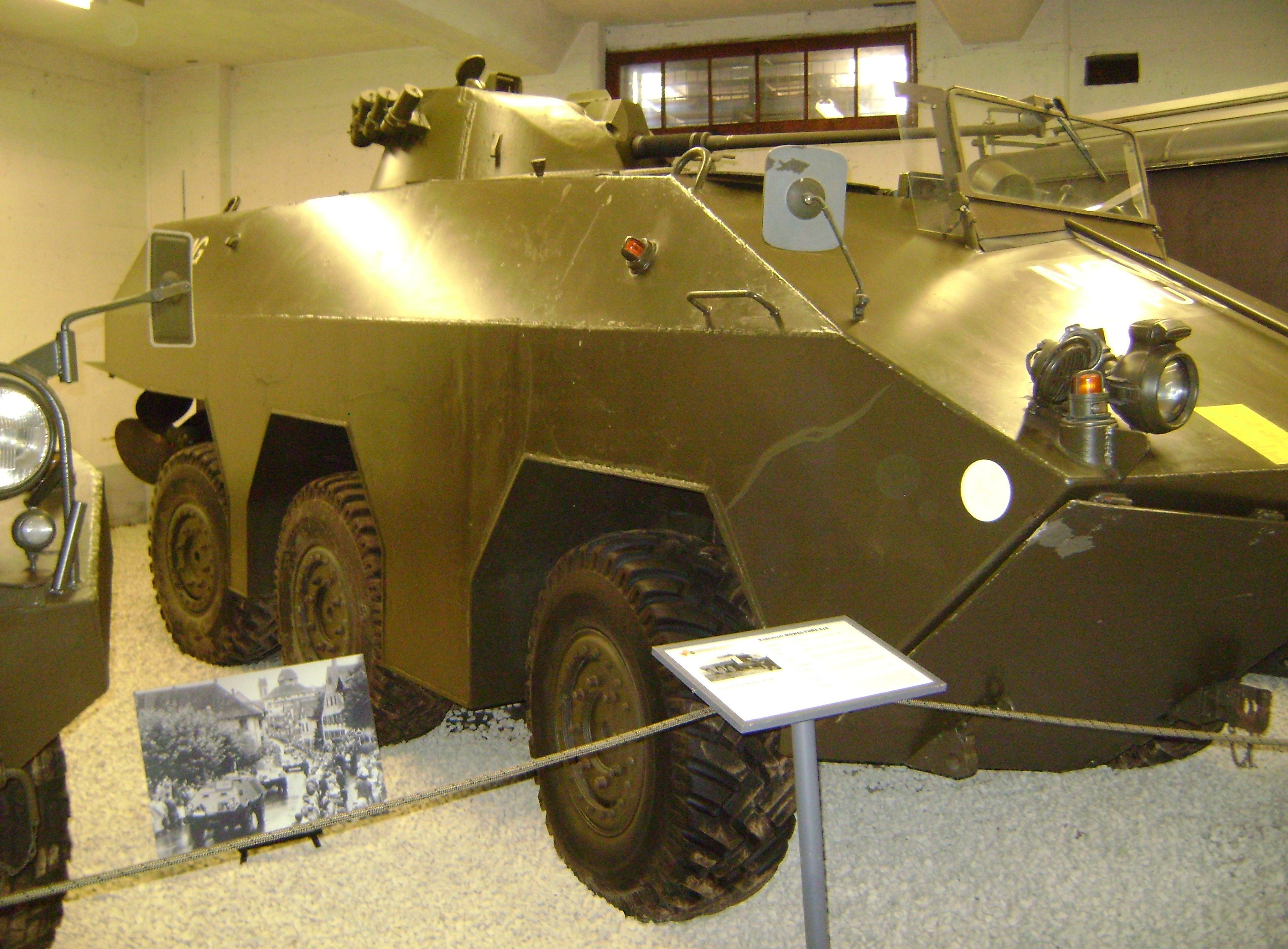
Puma
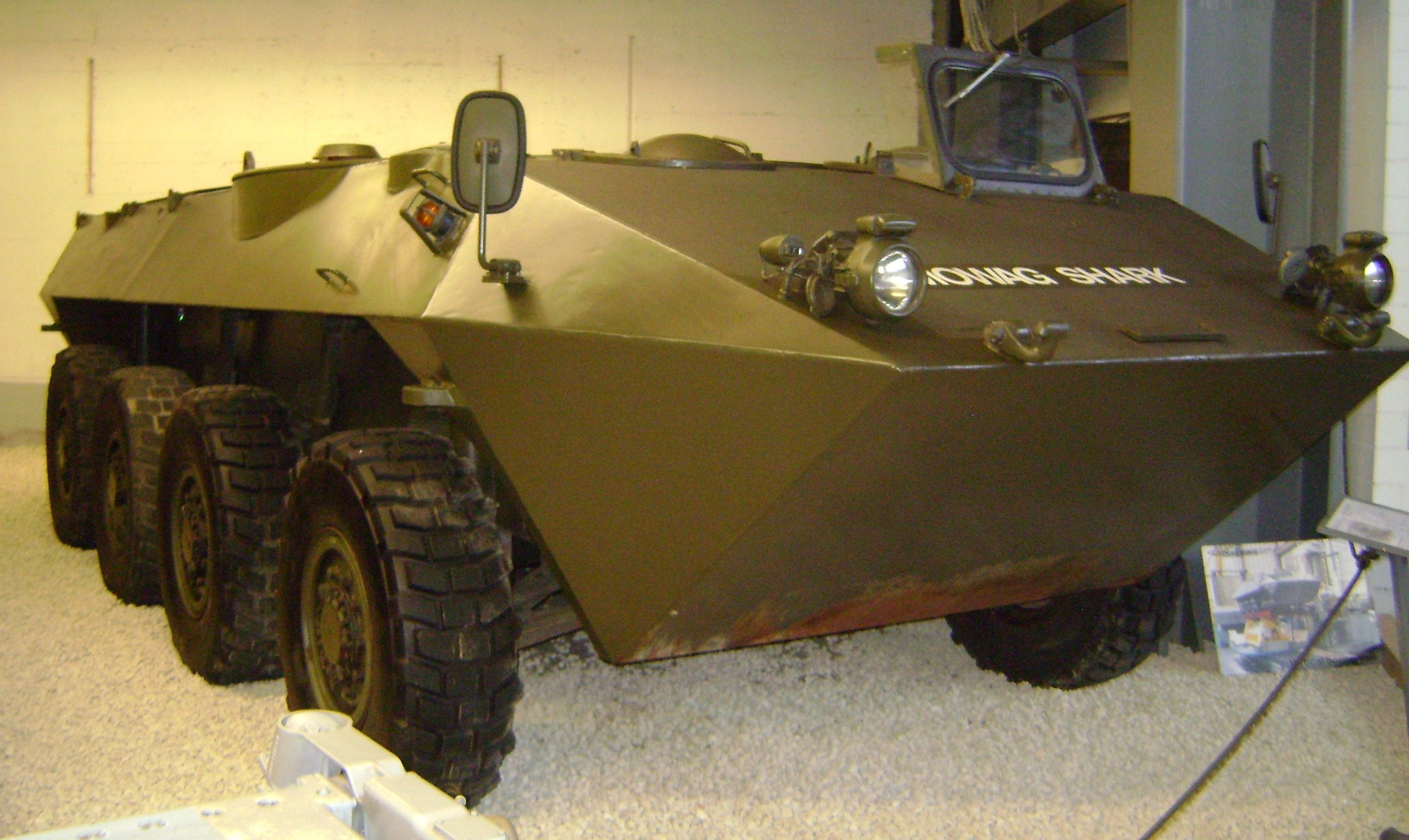
Shark
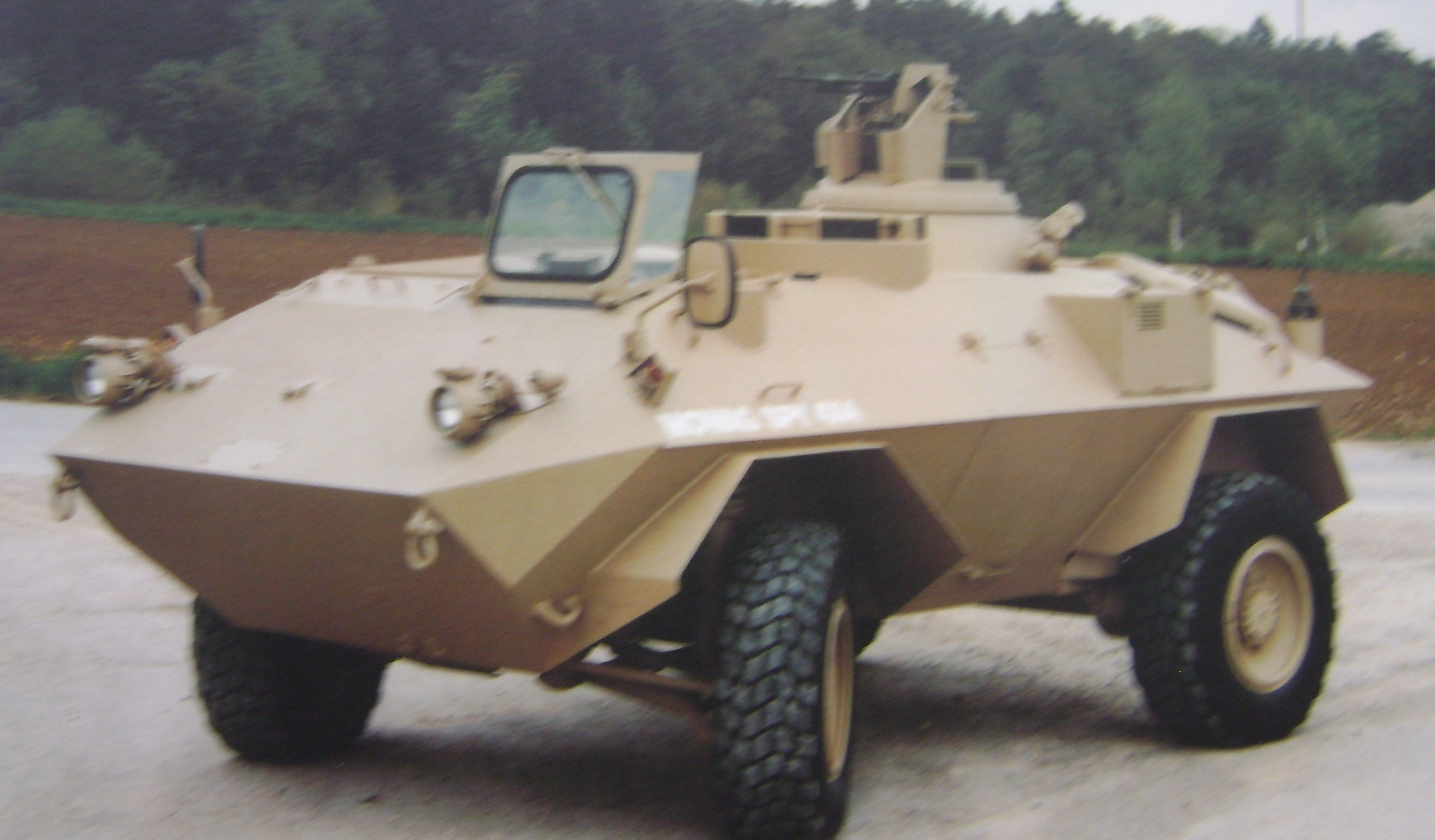
Spy
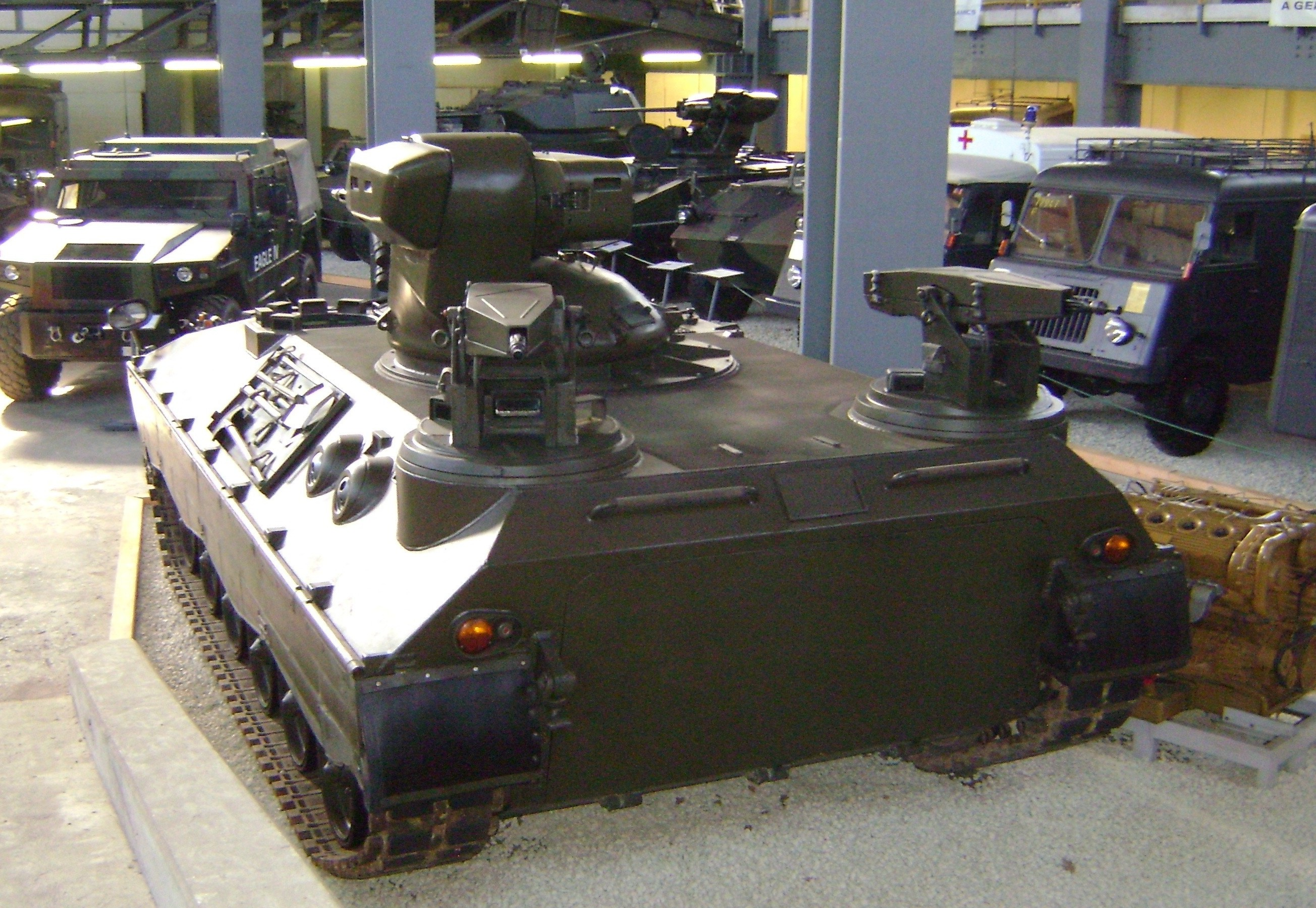
Tornado
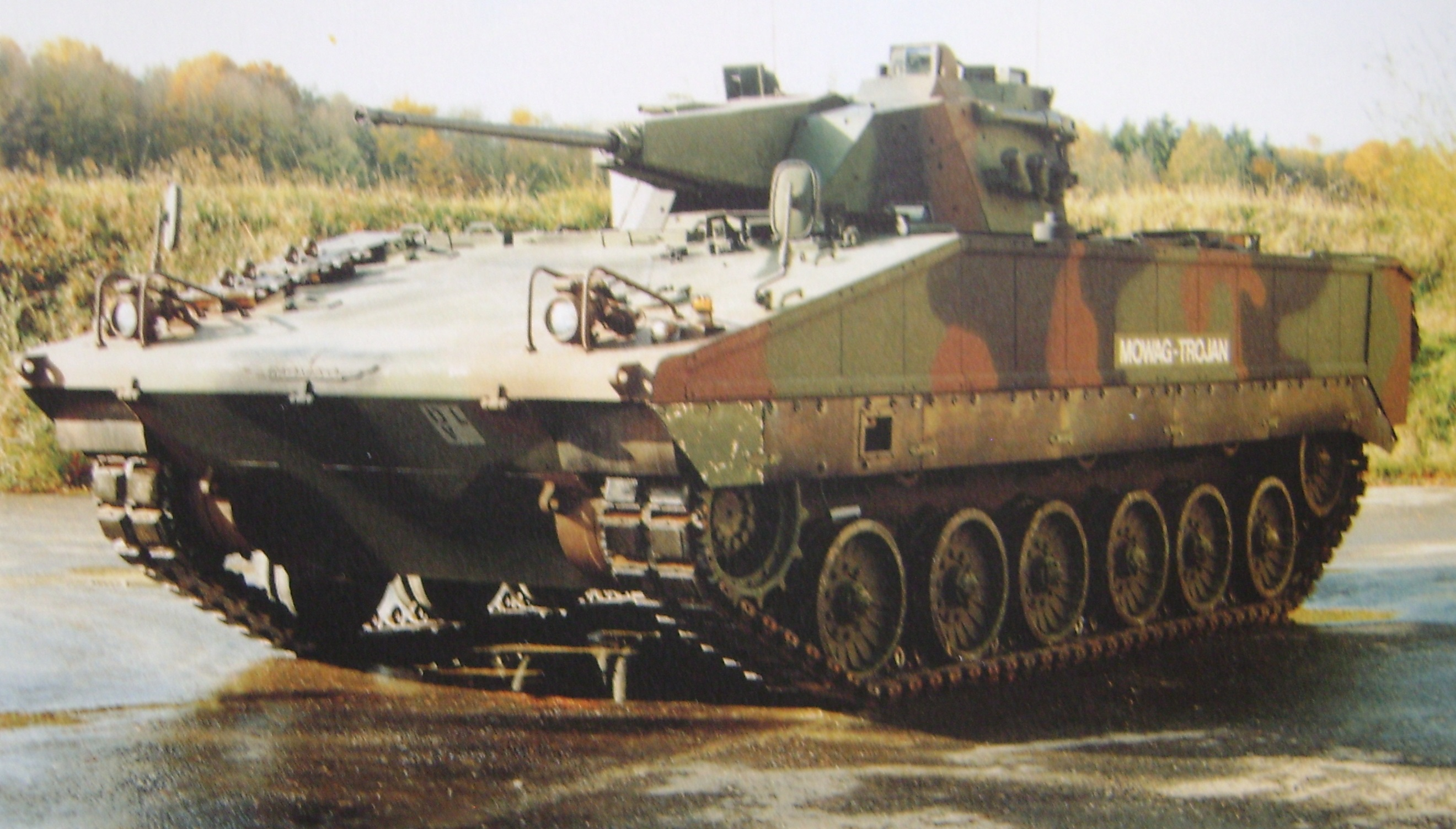
Trojan
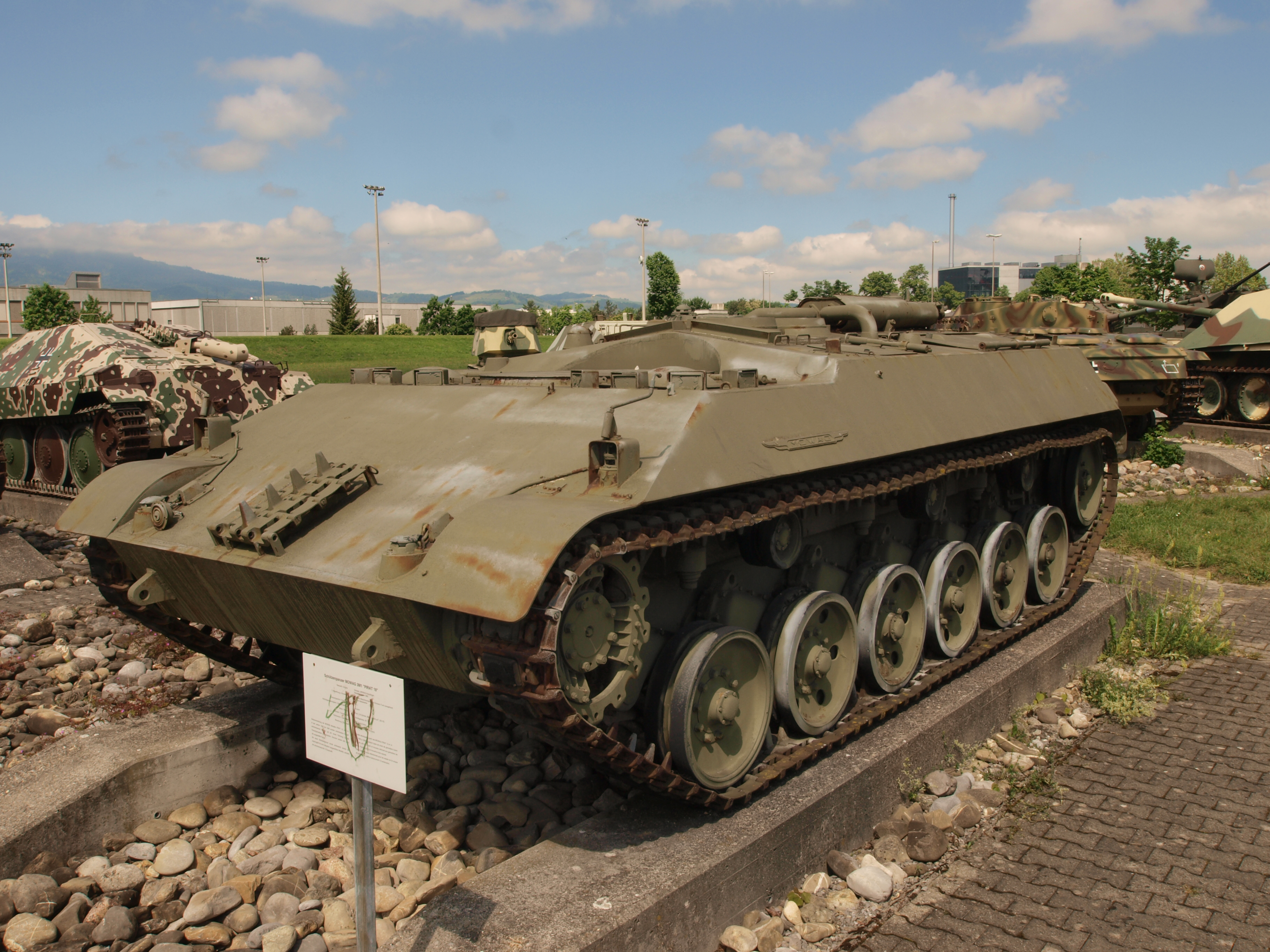
Pirat
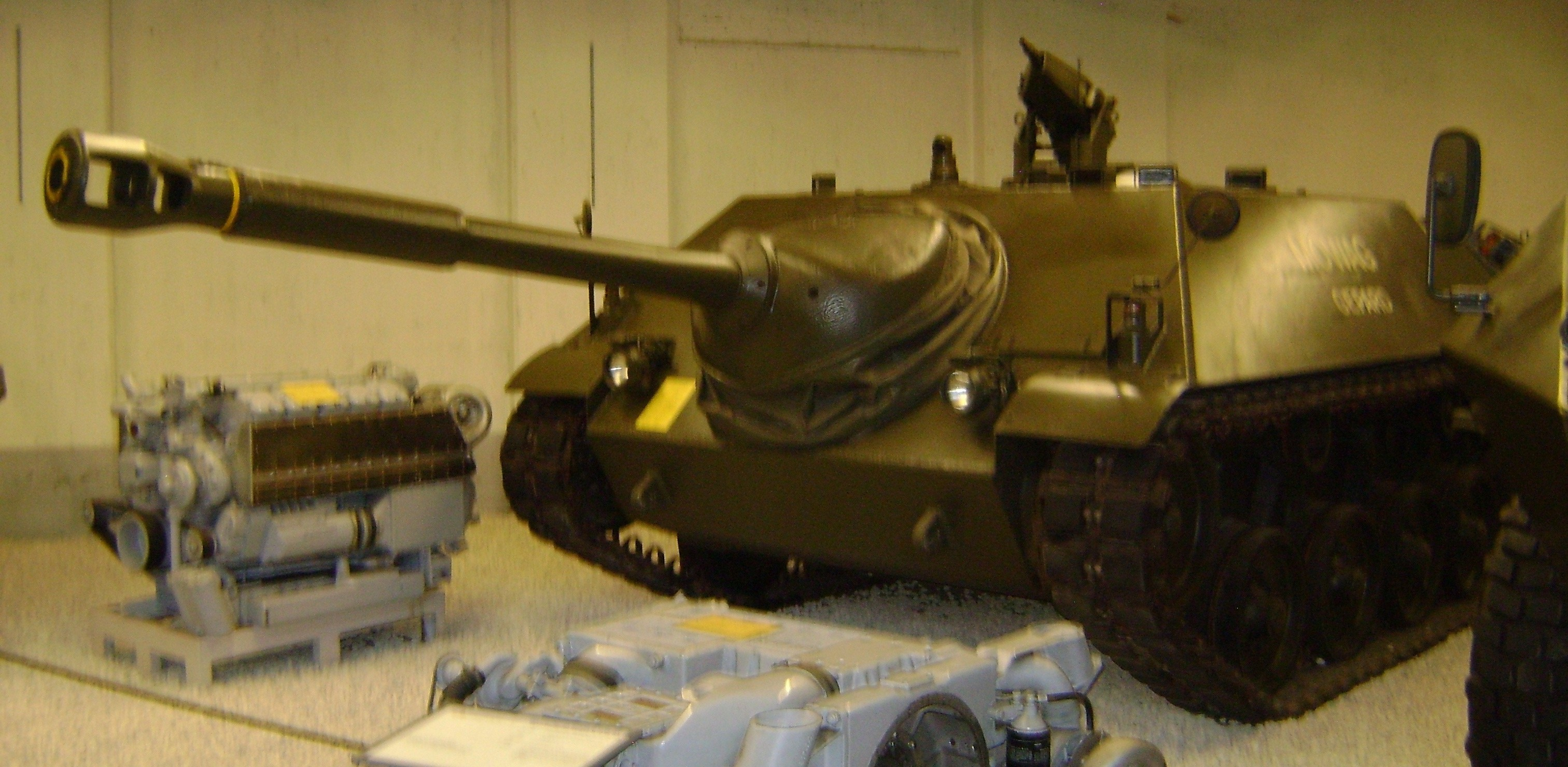
Gepard